# 21369 Ґертфінґер
21369 Ґертфінґер (21369 Gertfinger) — астероїд головного поясу, відкритий 8 липня 1997 року.
Тіссеранів параметр щодо Юпітера — 3,194.